# Erra (dieu)
Pour les articles homonymes, voir Erra.
Erra est un dieu mésopotamien représentant la guerre, la violence poussée à son extrême, et a des aspects de divinité infernale, qui font qu'il est assimilé à Nergal, le dieu des Enfers.
Sa parèdre est la déesse Mammi. Les deux disposent d'une chapelle dans le grand temple de Nergal à Kutha.
Erra nous est surtout connu en tant que personnage principal d'un récit mythologique du début du Ier millénaire av. J.-C., l'Épopée d'Erra, qui montre l'étendue des ravages qu'il peut provoquer.